# 리옹 생텍쥐페리 공항
리옹 생텍쥐페리 공항(프랑스어: Aéroport Lyon Saint-Exupéry)은 프랑스 리옹의 국제공항으로 에어프랑스, 이지젯의 프랑스 제2의 허브공항이며 프랑스 국내선, 유럽, 북아프리카 노선 위주의 항공 노선을 운영하고 있다. 공항의 원래 이름은 리옹 사톨라스 공항(Lyon Satolas Airport)이었지만 《어린 왕자》로 유명한 작가 앙투안 드 생텍쥐페리의 탄생 100주년을 기념하여 2000년 6월 29일부터 현재 이름으로 바뀌었다. 현재 리옹 시내에서 공항으로 갈 수 있는 대중교통은 2012년에 리옹 파르디유 역에서 공항으로 이어주는 트램이 유일하고 또 다른 교통수단이었던 셔틀버스 Satobus는 공항-리옹 시내간 운행을 중지하였다.

## 개요
약어는 LYS이다. 공항 면적은 2000만m2로, 활주로는 4,000m와 2,670m 길이의 2개가 있으며 계류장은 항공기 40대가 동시에 머무를 수 있다. 주차장은 7,755대가 동시에 주차할 수 있는 규모이다. 여객 터미널은 2동이며, 화물 터미널은 면적이 2만m2이다. 1998년 기준으로 항공기 운항 횟수는 10만 9000회이며 여객수는 521만 1420명이고 화물 수송량은 2만 7321톤이다.

## 운항 노선
| 항공사                                     | 목적지 | 터미널 |
| ------------------------------------------ | --- | ------ |
| 에어링구스                                 | 더블린 | 1      |
| 아이글 아주르                              | 알제, 비자라, 콘스탄틴, 오란, 세티프 | 1      |
| 알제리 항공                                | 알제, 안나바, 비스크라, 콘스탄틴, 오란, 세티프 | 1      |
| 에어 아라비아 모로코                       | 카사블랑카 | 3      |
| 에어 오스트랄                              | 생드니(드라레위니옹) | 1      |
| 에어프랑스                                 | 암스테르담, 보르도, 낭트, 니스, 파리(샤를 드 골), 툴루즈, 튀니스 | 2      |
| 에어프랑스 (에어 코르시카 운영)            | 아작시오, 바스티아, 피가리 | 2      |
| 에어프랑스 (에어린 에어 운영)              | 클레르몽페랑, 피렌체, 리모주, 마르세유, 밀라노(말펜사), 몽펠리에, 파리(오를리), 바울, 툴루즈 | 2      |
| 에어프랑스 (브릿 에어 운영)                | 바르셀로나, 버밍햄, 브레스트, 캉, 뒤셀도르프, 함부르크, 르아브르, 릴, 낭트, 니스, 프라하, 렌, 로마(레오나르도 다 빈치), 스트라스부르 | 2      |
| 에어프랑스 (레지오날 운영)                 | 슈트트가르트, 암스테르담, 바젤(뮐루즈), 비아리츠, 볼로냐, 브뤼셀, 클레르몽페랑, 로히앙, 메츠(낸시), 밀라노(말펜사), 바울, 베니스(마르코폴로) | 2      |
| 에어 몰타                                  | 계절편 : 몰타 | 1      |
| 에어 메디테라네                            | 계절편 : 아가디르, 아테네, 보드름, 클리프, 코르푸, 다카르, 제르바, 푸에르테벤투라, 헤라클리온, 이비자, 지잘, 말라가, 마라케시, 모나스티어, 팔마데마요르카, 테네리페 | 1      |
| 에어 트랜셋                                | 계절편 : 몬트리올(트뤼벨) | 1      |
| 에어린 에어                                | 라호세르, 푸아리에 | 2      |
| 오스트리아 항공 (티롤리안 항공 운영)       | 빈 | 1      |
| BMI 리저널                                 | 맨체스터 | 1      |
| 영국항공                                   | 런던(히드로) | 1      |
| 브뤼셀 항공                                | 브뤼셀 | 1      |
| 챨레어 항공                                | 르아브르 | 2      |
| 시티 항공                                  | 예테보리 | 1      |
| 코스에어 플라이                            | 모리셔스, 생드니드라레위니옹 | 1      |
| 크로아티아 항공                            | 계절편 : 스프리트 | 1      |
| 이지젯                                     | 아가디르, 바르셀로나, 베를린(쇠네펠트), 보르도, 브레스트, 브뤼셀, 카사블랑카, 에딘버러, 리스본, 런던(개트윅, 스탠스테드), 마드리드, 마라케시, 밀라노(말펜사), 낭트, 니스, 피사, 포르토, 프라하, 로마(레오나르도 다 빈치), 툴루즈, 베니스(마르코폴로) 계절편 : 아작시오, 팔레르모, 바스티아, 비아리츠, 브리스틀, 이비자, 리버풀, 올비아 | 3      |
| 핀에어                                     | 헬싱키 | 1      |
| 헬스 에어                                  | 로디즈 | 1      |
| 이베리아 항공 (에어 노스트룸 운영)         | 마드리드 계절편 : 팔마데마요르카 | 1      |
| 제트포유                                   | 아가디르, 카사블랑카, 마라케시 | 1      |
| 루프트한자                                 | 뒤셀도르프, 프랑크푸르트 | 1      |
| 루프트한자 (유로윙 운영)                   | 뒤셀도르프 | 1      |
| 루프트한자 (루프트한자 시티라인 운영)      | 뒤셀도르프, 뮌헨 | 1      |
| 오너 에어                                  | 계절편 : 안탈리아, 보드름, 이즈미라 | 1      |
| 로얄 에어 모로코                           | 카사블랑카 | 1      |
| 로얄 에어 모로코 (아틀라스 블루 에어 운영) | 안탈리아, 피스, 마라케시 | 1      |
| 스칸디나비아 항공                          | 코펜하겐 | 1      |
| 스칸디나비아 항공 (킴벌 에어 스털링 운영)  | 코펜하겐 | 1      |
| 스위스 국제항공 (헬베티아 항공 운영)       | 취리히 | 1      |
| 스위스 유럽항공                            | 취리히 | 1      |
| TAP 포르투갈                               | 리스본 | 1      |
| TAP 포르투갈 (포르투갈리아 운영)           | 리스본 | 1      |
| TAROM                                      | 부쿠레스트(앙리콘다) | 2      |
| 트랜스아비아닷컴 프랑스                    | 제르바, 모나스티르 계절편 : 헤라클리온 | 3      |
| 튀니스에어                                 | 제르바, 모나스티르, 튀니스, 토주르 | 1      |
| 터키항공                                   | 이스탄불(아타튀르크) | 1      |
| 부엘링 항공                                | 말라가 | 3      |
| XL 에어웨이즈 프랑스                       | 계절편 : 카타니아, 팔레르모, 푼타칸나, 로즈 | 1      |

### 차터 (Chater)
| 항공사                      | 목적지                                             | 터미널 |
| --------------------------- | -------------------------------------------------- | ------ |
| 에어 알제리(사가 항공 운영) | 윅셔너리                                           | 1      |
| 에어 메디테라네             | 말라가 계절편 : 치리프, 지젤, 오슬로, 세비아, 새넌 | 1      |
| 에어비바                    | 런던(개트윅, 스탠스테드, 루턴), 뭔스터(오스나브뤽) | 1      |
| 불가리아 에어 센터          | 부르가스 계절편 : 바르나                           | 1      |
| 스카이 항공                 | 안탈리아                                           | 1      |
| 스트럭티지 항공             | 아테네, 리스본, 마데이라(푼살), 포르투, 테살로니키 | 2      |
| 트랜스아에로                | 계절편 : 모스크바(도모데도보)                      | 1      |

### 화물 노선
| 항공사          | 목적지           |
| --------------- | ---------------- |
| DHL 에어 UK     | 라이프치히(할레) |
| 유로 에어포스트 | 파리(샤를 드 골) |
| ASL 항공 벨기에 | 리에주           |

## 사진

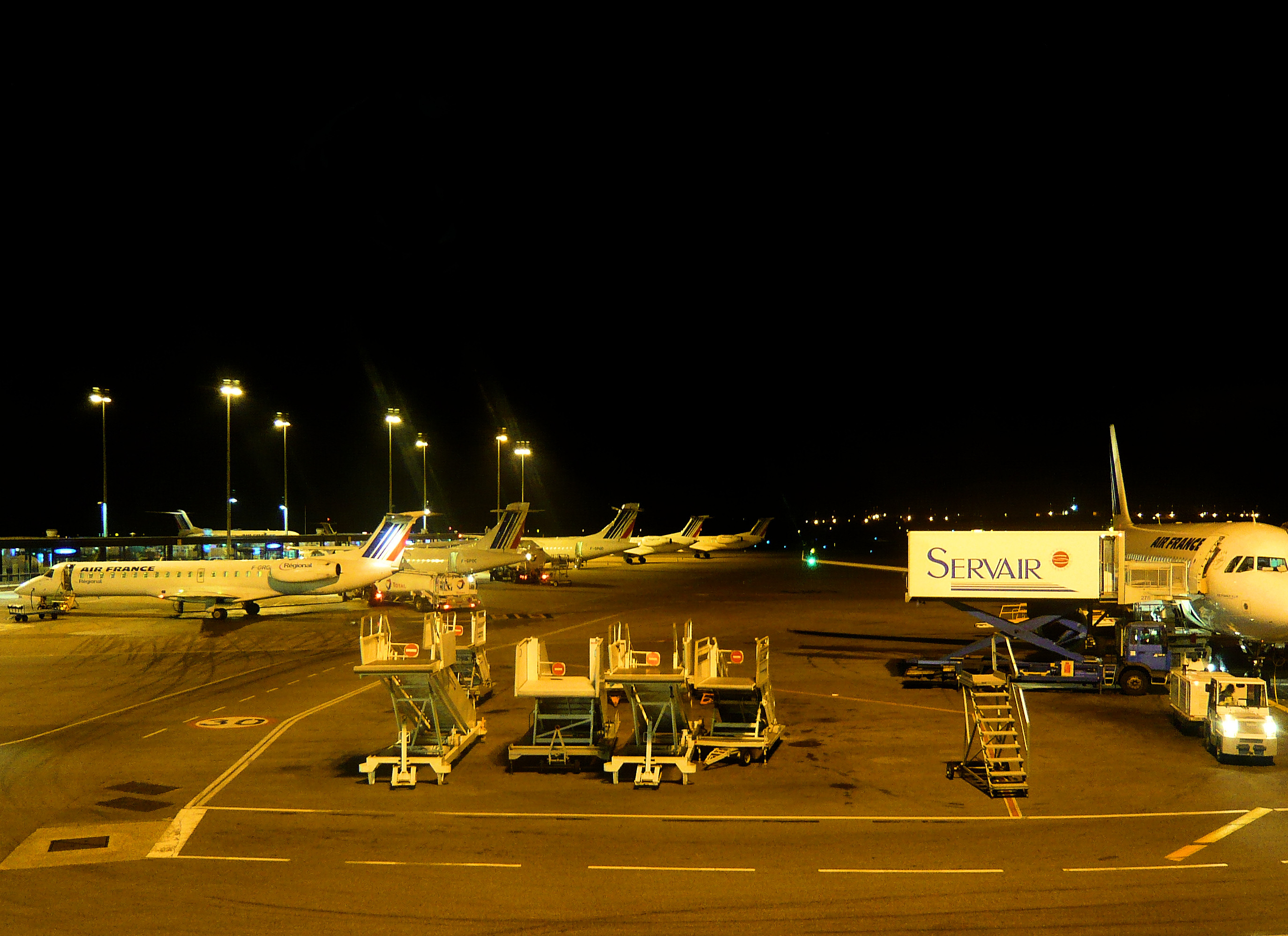
생텍쥐페리 국제공항의 야간 사진